# Льеж (баскетбольный клуб)
«Льеж Баскет» — бельгийский профессиональный баскетбольный клуб из города Льеж, так же известен по спонсорским названием «betFirst Льеж Баскет». Клуб был основан в 1967 году.

## Титулы
- Кубок Бельгии: 1

2004
- Суперкубок Бельгии: 2

2004, 2009

## Сезоны
| Сезон     | Лига | Уровень | Рег. чемп. | Плей-Офф      | Кубок         | Суперкубок | Еврокубки                      |
| --------- | ---- | ------- | ---------- | ------------- | ------------- | ---------- | ------------------------------ |
| 2009/2010 | БЛБ  | 1-й     | 1-е        | Финал         | —             | Обладатель | Топ-16 Еврочелленджа           |
| 2010/2011 | БЛБ  | 1-й     | 8-е        | —             | —             | —          | Регулярный сезон Еврочелленджа |
| 2011/2012 | БЛБ  | 1-й     | 8-е        | —             | —             | —          | —                              |
| 2012/2013 | БЛБ  | 1-й     | 7-е        | —             | Четвертьфинал | —          | —                              |
| 2013/2014 | БЛБ  | 1-й     | 4-е        | Четвертьфинал | Полуфинал     | —          | —                              |
| 2014/2015 | БЛБ  | 1-й     | 7-е        | Четвертьфинал | Финал         | —          | —                              |